# Girardot (Aragua)
Girardot ist ein Bezirk (Municipio) im Bundesstaat Aragua, Venezuela. Mit gut 400.000 Einwohnern ist er der größte der 18 Municipios Araguas.

## Geographie

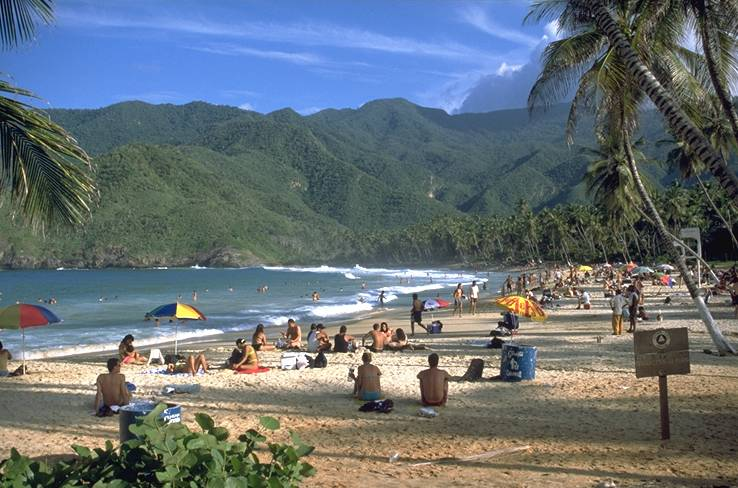
Playa Grande, der Strand von Choroni

Neben dem am Nordufer des Valenciasees gelegenen Hauptort Maracay, der zugleich Hauptstadt des Bundesstaates ist, erstreckt sich der Bezirk bis zum karibischen Küstenort Choroní.
Im Westen grenzt Diego Ibarra im Bundesstaat Carabobo an Girardot.